# Cereus kroenleinii
Cereus kroenleinii ist eine Pflanzenart in der Gattung Cereus aus der Familie der Kakteengewächse (Cactaceae). Das Artepitheton kroenleinii ehrt den früheren Direktor des Jardin Exotique in Monaco, Marcel Kröhnlein.

## Beschreibung
Cereus kroenleinii wächst strauchig mit kriechenden oder aufsteigenden Trieben. Die lang zylindrischen, dunkelgrünen, stark glauken Triebe sind anfangs im Querschnitt vierkantig und später annähernd kreisrund. Sie sind 1 bis 4 Meter lang und weisen Durchmesser von bis zu 2,5 Zentimeter auf. Es sind vier, selten fünf, Rippen vorhanden, die deutlich in Höcker gegliedert sind. Die darauf befindlichen kreisrunden Areolen tragen lange, wollige Haare. Die ansonsten auseinanderstehenden Areolen fließen in Bereich der Triebspitze zusammen. Die sehr dünnen, nadeligen, stechenden Dornen sind dunkelbraun und besitzen eine gelbe Basis.
Der einzelne Mitteldorn ist 2 bis 3 Zentimeter lang. Die fünf Randdornen werden bis zu 1,5 Zentimeter lang. Der unterste Randdorn ist am kürzesten.
Die weißen Blüten sind 9 bis 10 Zentimeter lang. Ihre Blütenhüllblätter  besitzen rosafarbene Spitzen. Die eiförmigen, rubinroten Früchte sind violett überhaucht und bis zu 3,7 Zentimeter lang.

## Verbreitung, Systematik und Gefährdung
Cereus kroenleinii ist in Brasilien, in Paraguay, im Osten Boliviens und im Norden Argentiniens verbreitet.
Die Erstbeschreibung wurde 1994 durch Roberto Kiesling veröffentlicht. Sie war jedoch ungültig, da kein Holotypus angegeben war. Dies wurde ein Jahr später durch Nigel Paul Taylor nachgeholt. Weitere nomenklatorische Synonyme sind Cereus kroeneinii (R.Kiesling) P.J.Braun & Esteves(1995), Cereus phatnospermus subsp. kroenleinii (N.P.Taylor) P.J.Braun & Esteves (1997) und Monvillea phatnosperma subsp. kroenleinii (N.P.Taylor) Lodé (2013).
In der Roten Liste gefährdeter Arten der IUCN wird die Art als „Least Concern (LC)“, d. h. als nicht gefährdet geführt.

## Nachweise